# Otton Orseolo
Otton Orseolo (ur. 993, zm. 1032 w Konstantynopolu) – doża Wenecji od 1009 do 1026.
W 1018 roku pokonał Chorwatów w Dalmacji. W 1026 roku został wygnany przez rodaków i pozbawiony urzędu. Jego żona i syn uciekli na Węgry na dwór jego szwagra, Stefana I Świętego, a sam Otton udał się do Konstantynopola, gdzie zmarł sześć lat później.
W 1009 roku poślubił nieznaną z imienia córkę Gejzy, księcia węgierskiego (w starszych opracowaniach pojawia się hipoteza, że mogła mieć na imię Maria). Z tego małżeństwa pochodzili: Piotr, późniejszy król Węgier, i Frowila.